# Gente così - Mondo piccolo
Gente così - Mondo piccolo è la prima raccolta di racconti (o romanzo a episodi) del giornalista e scrittore italiano Giovannino Guareschi pubblicata postuma. Infatti la prima pubblicazione risale al novembre 1980 sempre edito da Rizzoli ben dodici anni dopo la morte dello scrittore.
Gente così è una raccolta di racconti scritti tra il 1948 e il 1953 su don Camillo e Peppone, ma mai pubblicati. I racconti fanno parte della raccolta Mondo Piccolo e sono ambientati in un non meglio definito piccolo centro della bassa padana e nelle sue frazioni. I racconti, pur essendo incentrati sulle vicende umoristiche, ma verosimili del parroco di campagna, don Camillo, e del sindaco comunista e meccanico del paese, Peppone, risultano più ampi dei precedenti e più attenti agli altri personaggi che rappresentano i vari aspetti e caratteri degli abitanti.

## Trama
Il libro è composto da venti racconti che vertono sulle vicende della gente di campagna, povera ma buona, fissata con la politica ma anche generosa.
I racconti sono:
- Caso di coscienza: può un povero compagno accettare il pacco di cibo della chiesa per i poveri? occorre comunque buon senso di fronte alla fame di un bimbo
- Gli irregolari: la convivenza è una vergogna, se poi arriva un bambino è ancora peggio, anche se i due compagni sono rossi convinti, salvo essere irregolari solo di facciata.
- Le due strade: parabola di don Camillo sulla destra e sulla sinistra, riveduta e corretta dal buon Gesù dell'altare
- Novità: quando una frazione vuole diventare comune
- Cronaca spicciola: i funerali del vecchio podestà, la signora Mimì e la serva Matilde diventano la scusa di una baruffa politica, salvo poi accompagnare composti al cimitero le salme che i cavalli imbizzarriti avevano trascinato via.
- Il Crik: storia dolceamara del Crik e del suo camion Leopardo, rotto sull'argine del fiume
- Ceratom: anche Peppone, come don Camillo, ha buon cuore ma a volte ci si fa gabbare dal primo che fa un po' pena
- In abito simulato: cosa farà don Camillo a Milano vestito in borghese? e Peppone che lo segue?
- Il Nembo: il camioncino del partito comunista detto Nembo è stato ritrovato pieno di giornali dell'Unità invenduti.
- La coscienza: anche un bambino cresciuto per strada ha una coscienza
- Paesaggio e figura: il pittore che trova il viso della Madonna nella rossa del paese
- Il compagno gramigna: cosa può causare un errore di trasmissione
- Bellissimo: tenera storia di un bimbo abbandonato sulla soglia della casa del Popolo
- La Giannona: per proteggersi dalla moglie non c'è altra strada che iscriversi al partito
- Il ricovero: sembrava una grande idea il ricovero per anziani e i cinque vecchi accattoni del paese e frazioni erano belli e pronti. ... ma loro no
- Notte al Kremlino: cosa possono fare la gelosia e la suggestione
- La trattoria: venti anni di fede da portare per esempio anche da don Camillo
- Suor Filomena: i bambini hanno bisogno di mare, ma quando il figlio del sindaco è costretto ad andare al soggiorno marino gestito da suore, per Peppone sono grattacapi
- Festival: nobili, snob, democristiani e cattolici e la figlioletta eletta alla festa dell'Unità è uno scandalo
- Due Santi da mezza stagione: la Pioppina, frazione del paese, si è scelta il parroco (che lavora a ore) e ora si sceglie i santi protettori, che possano portare sagre e turismo nelle stagioni migliori.

## Racconti
| nº | Titolo                      | Prima pubblicazione               | Utilizzato nel film  |
| -- | --------------------------- | --------------------------------- | -------------------- |
| 1  | Un caso di coscienza        | Candido n. 12 del 20 marzo 1948   |                      |
| 2  | Gli irregolari              | Candido n. 20 del 16 maggio 1948  |                      |
| 3  | Le due strade               | Candido n. 5 del 29 gennaio 1950  |                      |
| 4  | Novità                      | Candido n. 7 del 12 febbraio 1950 |                      |
| 5  | Cronaca spicciola           | Candido n. 12 del 19 marzo 1950   |                      |
| 6  | Il Crik                     | Candido n. 2 dell'11 gennaio 1953 |                      |
| 7  | Ceratom                     | Candido n. 3 del 18 gennaio 1953  |                      |
| 8  | In abito simulato           | Candido n. 5 del 1 febbraio 1953  |                      |
| 9  | Il Nembo                    | Candido n. 7 del 15 febbraio 1953 |                      |
| 10 | La coscienza                | Candido n. 10 dell'8 marzo 1953   | Don Camillo del 1983 |
| 11 | Paesaggio e figura          | Candido n. 12 del 22 marzo 1953   |                      |
| 12 | Il compagno Gramigna        | Candido n. 13 del 29 marzo 1953   |                      |
| 13 | Bellissimo                  | Candido n. 19 del 10 maggio 1953  |                      |
| 14 | La Giannona                 | Candido n. 26 del 28 giugno 1953  |                      |
| 15 | Il ricovero                 | Candido n. 27 del 5 luglio 1953   |                      |
| 16 | Notte al Kremlino           | Candido n. 28 del 12 luglio 1953  |                      |
| 17 | La trattoria                | Candido n. 29 del 19 luglio 1953  |                      |
| 18 | Suor Filomena               | Candido n. 30 del 26 luglio 1953  |                      |
| 19 | Festival                    | Candido n. 31 del 2 agosto 1953   |                      |
| 20 | Due santi di mezza stagione | Candido n. 33 del 16 agosto 1953  |                      |

### Un caso di coscienza
- Fonte: Invenzione dal vero
- Personaggi: Peppone, don Camillo, lo Smilzo, Stràziami e la sua famiglia.

Stràziami restituisce la tessera. Peppone, pentito dell'accaduto, va a raccontare tutto a don Camillo, che lo convince a ritirare i pacchi rimasti per i poveri iscritti al suo partito. Un pacco lo porta personalmente a Stràziami con la tessera.
- Seguito e conclusione di Il commissario.

### Gli irregolari
- Fonte: Invenzione dal vero.
- Personaggi: don Camillo, lo Smilzo, la Moretta, Peppone, la moglie di Peppone, la figlia dello Smilzo e della Moretta

Lo Smilzo e la Moretta, conviventi non sposati, sono lo scandalo del paese, scandalo che esplode ancora più fragoroso quando nasce loro una bimba.
- La Moretta appare in altri racconti con i nomi Sghemba e Càrola.
- Con il nome Rita Palmira Valeria dato alla bimba l'autore vuole fare notare che in sede di battesimo, dopo venti anni di Beniti, Littori, Itali, etc, ora è un fiorire di Palmiri, Luigi, Giancarli, un fare partecipare i neonati alla politica in modo ritenuto da Guareschi sbagliato.

### Le due strade
- Fonte: Invenzione dal vero
- Personaggi: don Camillo, la voce del Cristo, Peppone

Don Camillo ha un lungo dialogo con il Cristo sulla cattiva strada presa dai suoi fedeli. Poi va da Peppone e gli propone di usare il suo camion per trasportare un gruppo di persone a Roma per l'anno santo.
- È da poco uscito il decreto di scomunica dei comunisti. L'autore vuole sottolineare che il pericolo, secondo lui, è l'ideologia, il comunismo, e non i comunisti, che sono uomini come tutti gli altri.

### Novità
- Fonte: Fantasia
- Personaggi: Peppone, don Camillo, lo Smilzo, il Bigio, il Brusco, il Lungo, la voce del Cristo.

La frazione di Fontanile vuole staccarsi dal borgo e fare comune autonomo. Il manifesto contrario del borgo viene rispedito al mittente assieme a una.. brutta cosa.

### Cronaca spicciola
- Fonte: Invenzione dal vero.
- Personaggi: Peppone, don Camillo, i cocchieri dei carri funebri.

Peppone e don Camillo devono accordarsi per il funerale dell'ex podestà Torconi, della moglie e della vecchia servente Matilde: cerimonia religiosa senza bandiere politiche, ma i rossi si presentano ugualmente con i loro simboli nascosti.
- Prima parte della storia nel racconto L'anello

### Cronaca spicciola (2)
- Fonte: Fantasia
- Personaggi: Quelli della Pieve, Peppone, quelli della Rocca, le bande rivali delle due frazioni, lo Smilzo

Le frazioni della Pieve e della Rocca si contendono l'ubicazione di una nuova scuola. Tocca a Peppone trovare una soluzione che possa accontentare tutti e due.

### Il Crik
- Fonte: Boscaccio.
- Personaggi: don Camillo, Giòn detto il Crik, Peppone, lo Smilzo, i carabinieri, la voce del Cristo, la ragazza del Crik

Il Crik è un camionista squinternato come il suo camion, che vive trasportando sabbia e ghiaia. Quando il mezzo s'impantana per l'ennesima volta appare irrecuperabile perfino a Peppone, che è il miglior meccanico della zona. Ma il Crik non si arrende, e una piena lo sorprende in cabina.

### Ceratom
- Fonte: Fantasia
- Personaggi: don Camillo, Peppone, un rappresentante di commercio.

Peppone e don Camillo vengono imbrogliati da un commesso viaggiatore che li carica di cera per pavimenti. Capitato in seguito nell'officina di Peppone, dove si trova anche don Camillo, e si sente in trappola. Ma se ne va illeso.

### In abito simulato
- Fonte: Invenzione dal vero.
- Personaggi: Peppone, don Camillo, un fotografo ambulante, un tassista, la celere, la voce del Cristo.

Peppone è a Milano per lavoro, e incontra don Camillo in abiti borghesi. Lo segue per capire cosa stia facendo ed entrambi finiscono in una manifestazione, dove la celere scambia il primo per fascista, il secondo per dimostrante rosso.
- L'autore si è ispirato alle numerose manifestazioni contro la legge truffa.

### Il Nembo
- Fonte: Invenzione dal vero.
- Personaggi: Peppone, il Bigio, il Brusco, il Lungo, lo Smilzo, don Camillo, Barchini.

Don Camillo scopre il Nembo, il ciclofurgone dei rossi, pieno di copie invendute dell'Unità. Peppone ne costruisce un secondo a tempo di record per parlare di un falso ritrovamento. Don Camillo sta al gioco.
- L'autore si è ispirato ad un presunto calo di vendite de l'Unità, da 150.000 a 35.000 copie. Secondo un suo articolo (intitolato I misteri del PCI), sembra che dirigenti locali e militanti paghino di tasca propria le copie invendute per non far apparire evidente la crisi.

### La coscienza
- Fonte: Fantasia
- Personaggi: Jò del Magro, il Magrino suo figlio, la commissione delle pie donne, don Camillo, la voce del Cristo, il dottore, il campanaro.

Il Magrino, bambino sbandato senza padre, ruba una palla all'oratorio ma poi, preda dei rimorsi, la riporta. Don Camillo può così recuperare anche sua madre, fervente comunista.
- Utilizzato nel film Don Camillo del 1983

### Paesaggio e figura
- Fonte: Fantasia
- Personaggi: Il pittore, i curiosi, don Camillo, Peppone, Celestina del Fagiano, i parrocchiani, la voce del Cristo

Don Camillo incarica un pittore di rifare l'affresco della Madonna del Fiume, rovinato dall'umidità.

### Il compagno Gramigna
- Fonte: Fantasia
- Personaggi: Peppone, il dottorino, la moglie di Peppone, il radiologo, l'infermiera, lo Smilzo, la suocera di Peppone, il Lungo, il Bigio, il Brusco, il Falchetto, il Rossino, don Camillo.

A seguito di alcune lastre Peppone deve lasciare il paese per andare a curarsi in ospedale. Per i comunisti dissidenti è la buona occasione per esautorarlo ma il sindaco non sta così male come molti credono.

### Bellissimo
- Fonte: Fantasia.
- Personaggi: Peppone, un informatore, Paolo (bellissimo), la gente del borgo, lo Smilzo, la moglie del Lungo, il maresciallo, Bicci e la moglie, don Camillo, la moglie di Peppone.

Peppone vuole adottare il bambino di una donna suicida, abbandonato sulla porta della casa del popolo. Lo vorrebbero adottare anche i Bicci, ricchi proprietari terrieri senza figli.

### La Giannona
- Fonte: Fantasia
- Personaggi: Giannona, suo marito Alfredo Grolini, Peppone, don Camillo, lo Smilzo

La Giannona è una donna enorme e di cattivo carattere che maltratta regolarmente il marito. Questi va a chiedere aiuto a Peppone, che lo rimprovera per il suo passato di fascista.

### Il ricovero
- Fonte: Fantasia.
- Personaggi: Pocci, don Camillo, Peppone, il comitato esecutore, il notaio, la voce del Cristo, Giacomone.

Il vecchio Pocci lascia i suoi soldi al comune, affinché costruisca un ricovero per i vecchi indigenti. A lavoro finito mancano i poveri, gli unici della zona rifiutano di andarci ed anzi si costituiscono in cooperativa artigiana.

### Notte al Kremlino
- Fonte: Invenzione dal vero.
- Personaggi: Tavoni e sua moglie, la gente del Borgo, la droghiera, don Camillo, Peppone, Lo Smilzo, il Bigio, Filotti.

Mentre costruisce una palazzina sull'area di una vecchia chiesa abbandonata il Tavoni trova delle ossa nel terreno. La cosa fa impressione, al punto che finisce con lo svendere la costruzione finita ai comunisti. Ma anche per Peppone passarci una notte non è facile.

### La trattoria
- Fonte: Fantasia
- Personaggi: Folini, sua moglie e suo suocero, don Camillo, la voce del Cristo.

Folini decide di abbandonare il lavoro dei campi quando viene messa in progetto una nuova strada che passa accanto alla sua proprietà.

### Suor Filomena
- Fonte: Invenzione dal vero
- Personaggi: Peppone, il dottore, il figlio di Peppone, la moglie di Peppone, don Camillo, un'infermiera, suor Filomena.

Il figlio di Peppone sta male e ha bisogno del mare. Il partito organizza la colonia montana per cui è costretto a mandarla a quella cattolica di don Camillo. Suor Filomena promette che il bimbo non sarà obbligato a seguire pratiche religiose.

### Festival
- Fonte: Invenzione dal vero.
- Personaggi: I conti Rocchetta e i loro figli, Peppone, lo Smilzo.

Gli asociali conti Rocchetta ogni anno trascorrono le vacanze al paese. La figlia Betty esce di nascosto a va alla festa dell'Unità, dove viene eletta miss.

### Due santi di mezza stagione
- Fonte: Invenzione dal vero.
- Personaggi: Gli abitanti della Pioppina, il Vescovo e il suo segretario, l'oste Cimossa, Peppone, lo Smilzo, don Candido, don Camillo.

Alla frazione di Pioppina viene soppressa la parrocchia ed i suoi abitanti la rivogliono. Assumono abusivamente don Candido, un sacerdote rimasto senza collocazione che si mantiene lavorando i campi. Quando vogliono anche due nuovi santi patroni viene coinvolto don Camillo, che alla lunga ottiene dal vescovo il perdono per il sacerdote ribelle e quattro santi patroni per la Pioppina.

## Edizioni
- Giovannino Guareschi, Mondo Piccolo. Gente così, Collana BUR, Rizzoli, 1984. ISBN 88-17-13553-4
- Giovannino Guareschi, Mondo Piccolo. Don Camillo della Bassa. Gente Così. Lo spumarino pallido, Collana SuperBur, BUR, Milano, 1997-2000, ISBN 978-88-17-20212-1